# Économie de Vaucluse

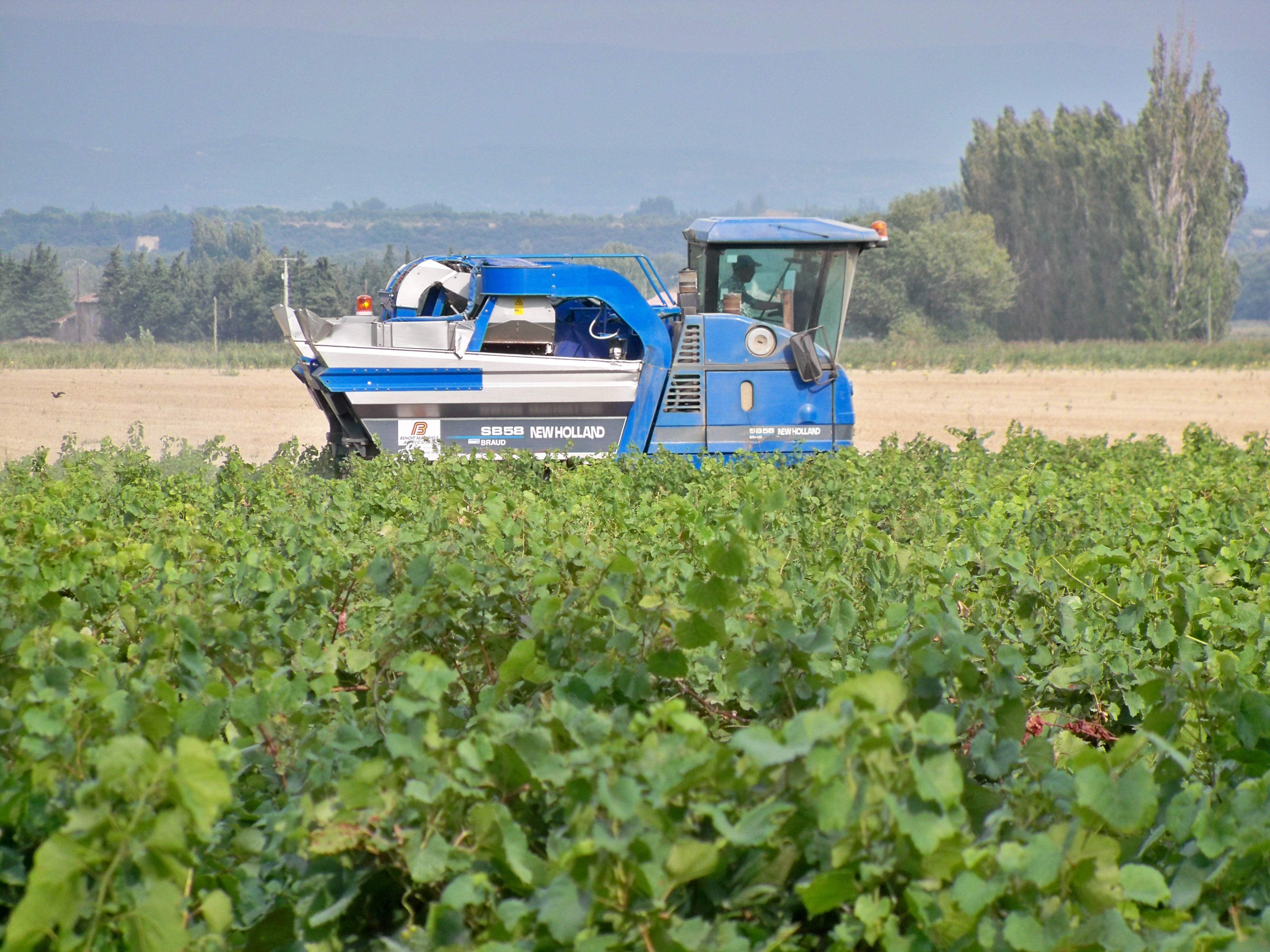
Machine à vendanger près de Sarrians.

L'économie de Vaucluse, c'est plus de 15 000 commerces, entreprises industrielles et de service, plus de 10 000 artisans et plus de 8 000 exploitations agricoles.

## Réalité économique
Près de 43 % de la population vauclusienne est active.

### Agriculture
Le Vaucluse a longtemps été un département profondément rural, dont l'économie était marquée par l'agriculture pastorale et l'industrie centrée sur la transformation des produits agricoles. L'existence de la zone fertile est historiquement un catalyseur du développement local, avec la persistance d'un secteur maraîcher encore dynamique, puisqu'il fournit l'essentiel de la production française en fruits (melons, cerises, fraises, raisin de table...) et légumes (tomates...). Toutefois, le secteur est soumis à des problèmes de compétitivité liés à la concurrence de l'Espagne notamment.

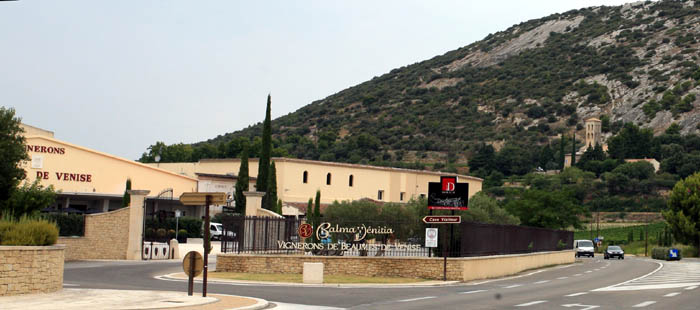
Balma Venitia cave des vignerons de Beaumes-de-Venise

Le secteur viticole jouit d'une bonne réputation grâce aux Côtes du Rhône produits principalement sur les coteaux de Châteauneuf-du-Pape, Beaumes-de-Venise, Gigondas ou Vacqueyras. Les vins du Luberon et du Ventoux tendent à se développer sur une gamme de produits élargie (rosés), davantage associée aux vins provençaux.
L'élevage, qui a longtemps été le socle d'une économie montagnarde de subsistance sur les versants des reliefs, est une activité marginale.
Les cultures spécialisées (lavande, herbes aromatiques...) se développent grâce à un marché en expansion. Alors que la France fournit les deux tiers de la production mondiale de truffes, le Vaucluse est premier département producteur.

### Artisanat

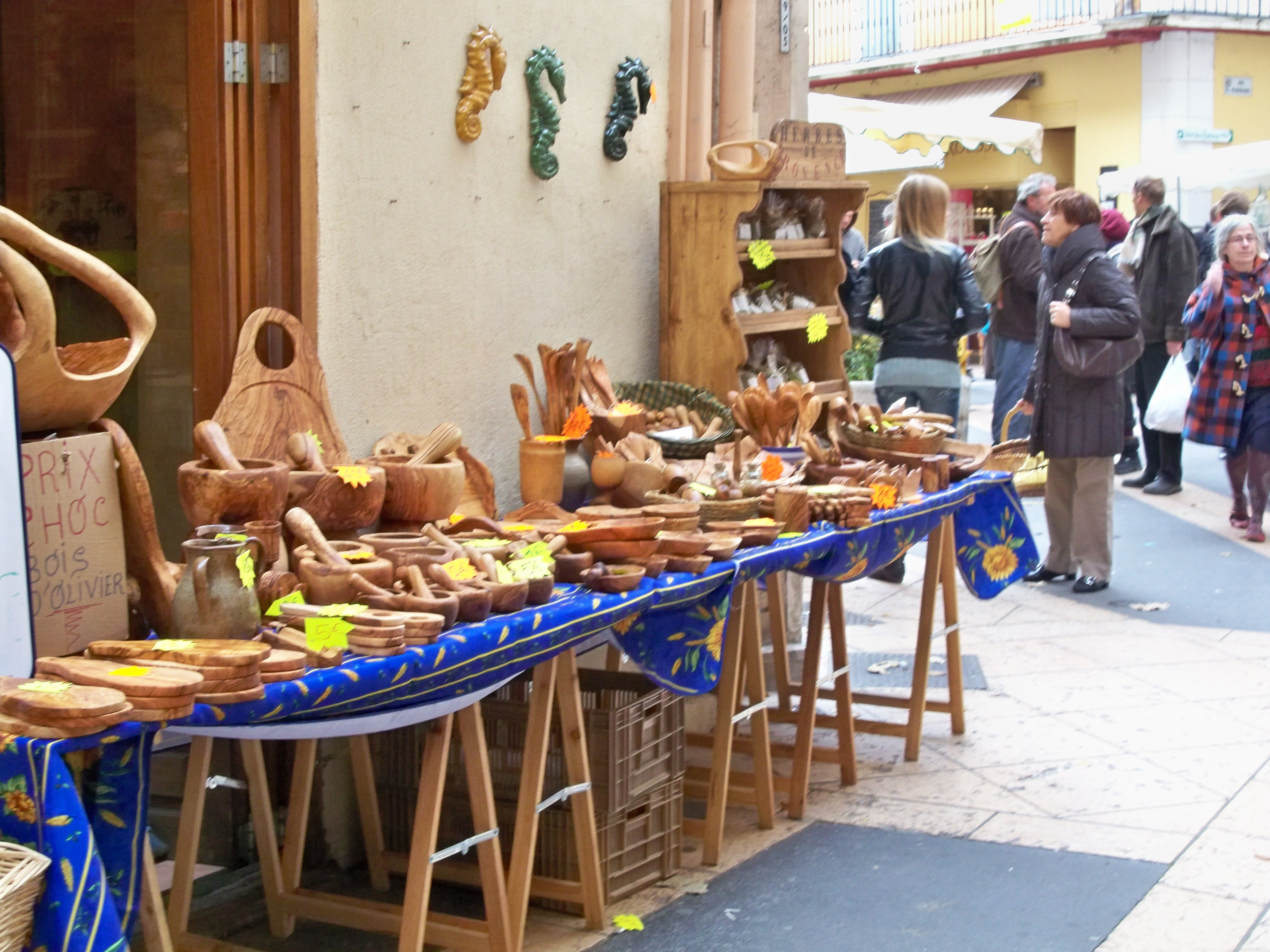
Articles en bois d'olivier à Apt

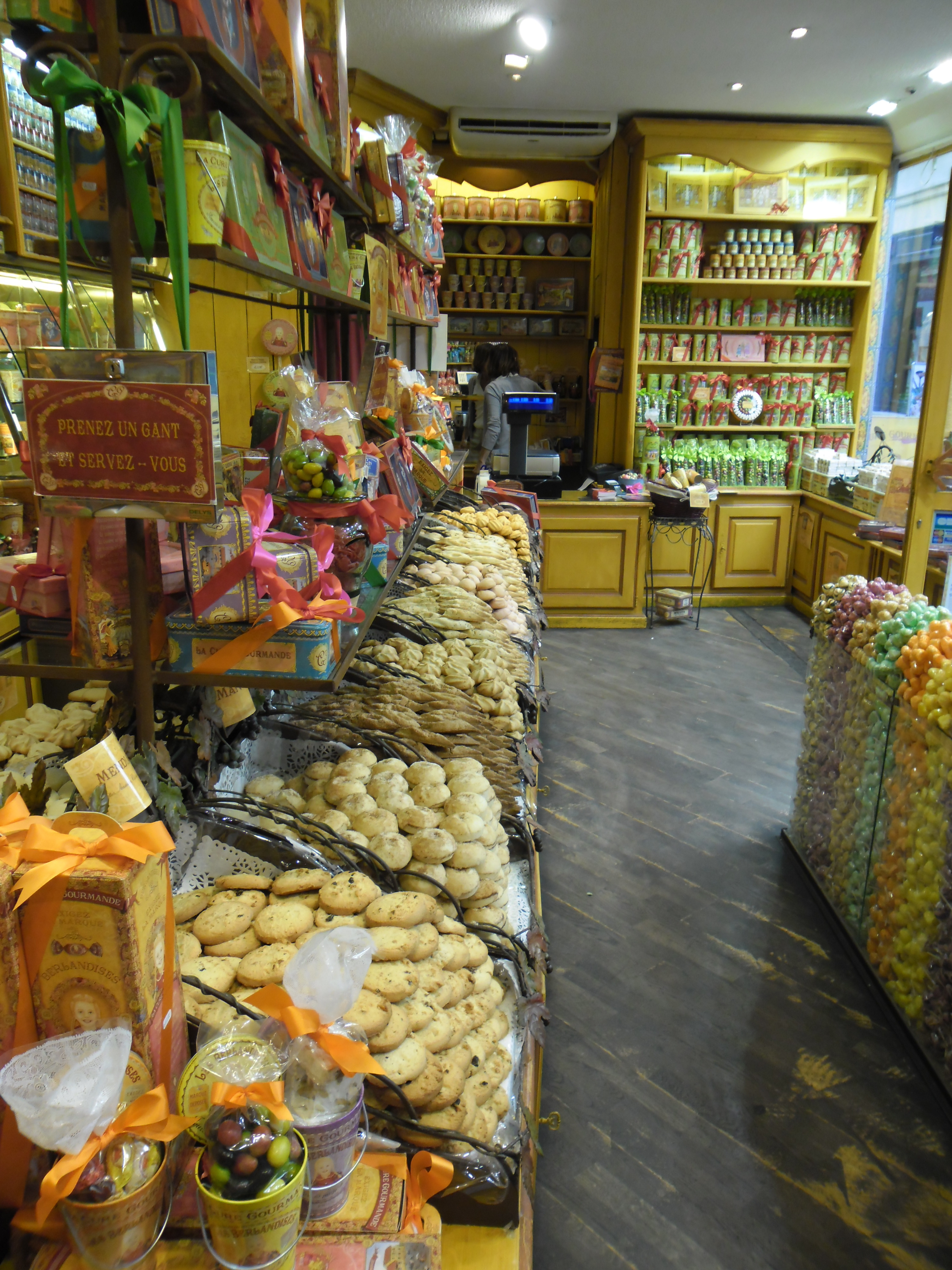
Pâtisserie-confiserie à Avignon

Présentes de façon relativement homogène sur l’ensemble du territoire, les entreprises artisanales forment un tissu dense d'activités, élément essentiel du dynamisme économique du territoire urbain et rural. De plus, elles assurent un rôle de service de proximité et un lien social indispensable. Il y avait 13 704 entreprises artisanales au 31 décembre 2011 (Alimentation 10,10 % - Bâtiment 46,00 % - Production 15,66 % - Services 28,24 % / source RM CMA 84). Ce secteur employait 46 000 actifs et représentait 250 familles de métiers dans l’alimentation, le bâtiment, la production et les services.
Pour le département, les petites entreprises génèrent 4,26 milliards d’euros de chiffre d’affaires, 80 % des apprentis embauchés en CDI à l’issue de leur formation, ceux qui reprennent une entreprise ont moins de 30 ans.
Avec plus de 1 800 entreprises en l’espace de cinq ans, l'artisanat affiche une croissance supérieure à 15 %.

### Industrie

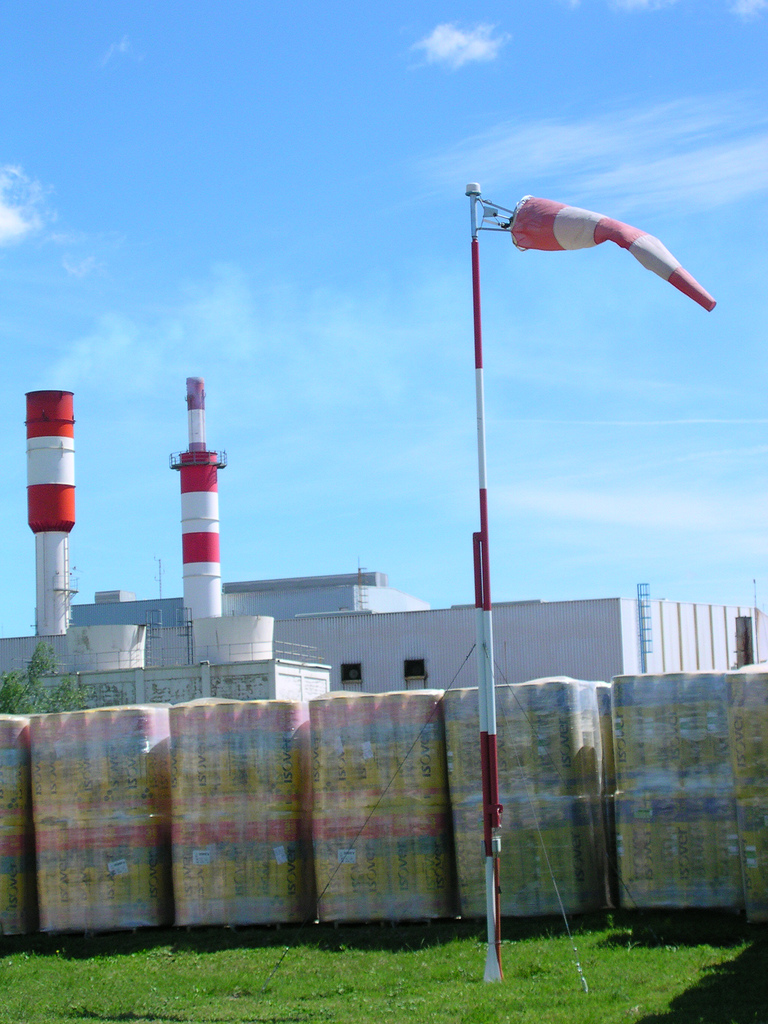
Saint-Gobain Isover à Orange

Le secteur industriel, historiquement fondé sur la transformation de la production agricole, a connu une extension vers des secteurs plus spécialisés au cours du XIXe siècle (manufactures de garance). Malgré l'installation au XXe siècle de pôles de production majeurs, notamment au nord de l'agglomération avignonnaise (Electro-Réfractaire - devenu tour à tour SEPR, puis Saint-Gobain - , poudrerie SNPE, Saint Gobain Isover à Orange, etc.), le tissu industriel reste peu dense, subissant également des vagues des réductions importantes d'effectifs à partir des années 1980.  Certaines de ces entreprises comme Delta Plus Group ou Eurosilicone se sont développées à l'international
Le maillage industriel local reste ainsi assuré par les PME, souvent familiales et d'implantation historique, dans les secteurs de la transformation agricole. La construction reste un pourvoyeur important d'emploi salarié et d'artisanat, compte tenu du dynamisme du secteur résidentiel (sous le double effet de l'arrivée de migrants et de la pression touristique).

### Commerce
Le secteur tertiaire est de loin le plus dynamique dans le département: sur la base de la production importante de primeurs en Vaucluse, le M.I.N. est devenu le pôle structurant de l'activité commerciale dans le département, prenant le pas sur les marchés locaux (notamment celui de Carpentras). Dans les années 1980-1990, le développement des échanges de marchandises entre le Nord et le Sud de l'Europe ont renforcé la position d'Avignon comme carrefour logistique, et favorisé la création d'entreprises de transport et de stockage dans l'habillement et l'alimentaire.
Le commerce de détail sur le modèle de la grande distribution s'est développé et imposé dans toutes les villes moyennes (Orange, Cavaillon, Carpentras...), avec une concentration importante sur l'agglomération avignonnaise.

### Tourisme

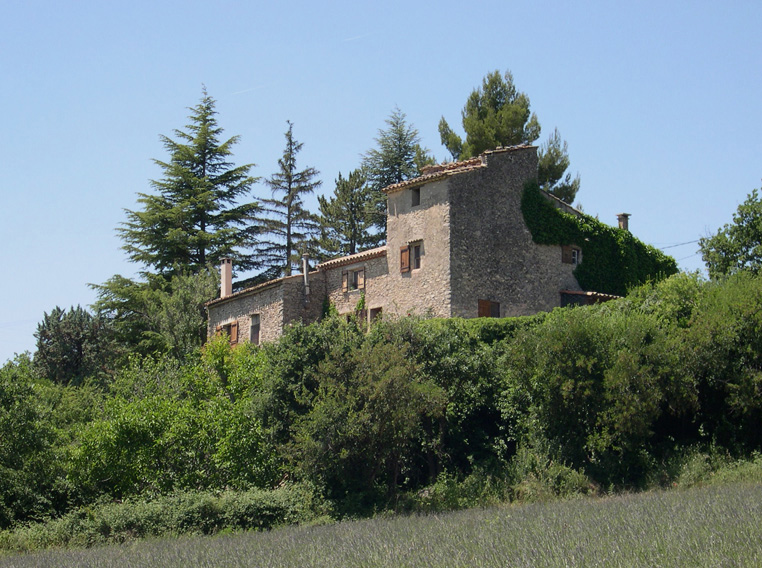
Mas du XVIIIe siècle à Viens

Le département accueille quelque 3 500 000 touristes chaque année, et nombre de maisons et de terres ont été rachetés par des gens en quête d'une résidence secondaire ou pour leur retraite. Un réel engouement s'est répandu depuis les années 1970, d'abord pour le Luberon, puis pour le reste du département, attirant des investisseurs lassés du surpeuplement estival et du bétonnement de la Côte d'Azur. Notamment des Européens comme les Suisses, les Allemands, les Belges, les Hollandais et les Britanniques. Depuis quelques années la région attire aussi nombre de Nord-Américains. Il est aujourd'hui très difficile d'y acquérir la moindre masure ou le moindre lopin de terre et les prix des transactions sont à l'avenant, d'autant que le Parc naturel régional du Luberon interdit toute nouvelle construction dans son périmètre

## Grandes entreprises
Au 27 juin 2020, on compte 54 grandes entreprises (réalisant plus de 50 M€ par an) dans le département dont les 10 premières, hors grande distribution et concessions automobiles sont :
- Etex France Building Performance à Avignon (386 M€) filiale du groupe belge Etex : matériaux de construction en fibre-ciment (marque Eternit)[5]
- Mccormick France à Avignon (358 M€) filiale du groupe alimentaire américain Mccormick leader mondial des épices et condiments (marque Ducros notamment)[6].
- GSE à Avignon (351 M€) construction de bureaux, plates-formes logistiques, laboratoires et magasins[7].
- KP1 à Avignon  (264 M€) planchers et poutres préfabriqués en béton[8].
- Pro Natura à Cavaillon (188 M€) grossiste en fruits et légumes bio[9].
- AZ France à Cavaillon (189 M€) bananes et autres fruits exotiques[10].
- Spie Batignolles Valerian à Sorgues (171 M€) terrassements et infrastructures routières filiale de Spie[11].
- Ayme et Fils à Carpentras (151 M€) pneumatiques (marque cotéroute)[12].
- Continental Foods France à Vedène (148 M€) agro-alimentaire (marque Liebig, Royco, Impérial, D & L)[13]. filiale du groupe belge Continental Foods.
- Pellenc à Pertuis (140 M€] machines agricoles[14].

## Répartition des activités en Vaucluse
Informations prises dans le quotidien "La Provence" du lundi 21 mars 2005.
Tous ces chiffres sont de 1999.
Le recensement de 1999 indique 185.215 emplois, se répartissant ainsi :
- Agriculture : 7,7 %
- Industrie    : 12,5 %
- Construction : 6,4 %
- Tertiaire   : 73,4 %

Le tertiaire, de loin la partie la plus importante, se répartit de la façon suivante :
- commerce   : 23,4 %
- services aux entreprises  : 12,9 %
- services aux particuliers : 9,9 %
- autres catégories : 53,7 %

Par rapport à une population totale de 499.685 habitants
Taux de chômage : 16,5 %